# Равна (Књажевац)
Равна је насеље у Србији у општини Књажевац у Зајечарском округу. Према попису из 2022. било је 110 становника (према попису из 1991. било је 334 становника).
У овом насељу се налази археолошки локалитет Timacum Minus и Архео-етно парк.

## Демографија
У насељу Равна живи 108 пунолетних становника, а просечна старост становништва износи 64,4 година (60,4 код мушкараца и 68,3 код жена). У насељу има 54 домаћинстава, а просечан број чланова по домаћинству је 2,04.
Ово насеље је великим делом насељено Србима (према попису из 2002. године), а у последња три пописа, примећен је пад у броју становника.
|  |

| Демографија | Демографија | Демографија |
| Година      | Становника  | Становника  |
| ----------- | ----------- | ----------- |
| 1948.       | 717         |             |
| 1953.       | 717         |             |
| 1961.       | 694         |             |
| 1971.       | 594         |             |
| 1981.       | 440         |             |
| 1991.       | 334         | 332         |
| 2002.       | 252         | 254         |
| 2011.       | 236         |             |
| 2022.       | 110         |             |

| Етнички састав према попису из 2002.‍ | Етнички састав према попису из 2002.‍ | Етнички састав према попису из 2002.‍ | Етнички састав према попису из 2002.‍ | Етнички састав према попису из 2002.‍ |
| ------------------------------------ | ------------------------------------ | ------------------------------------ | ------------------------------------ | ------------------------------------ |
|                                      |                                      |                                      |                                      |                                      |
| Срби                                 | Срби                                 |                                      | 248                                  | 98,41%                               |
| Бугари                               | Бугари                               |                                      | 2                                    | 0,79%                                |
| Црногорци                            | Црногорци                            |                                      | 1                                    | 0,39%                                |
| непознато                            | непознато                            |                                      | 1                                    | 0,39%                                |

| Година пописа     | 1948. | 1953. | 1961. | 1971. | 1981. | 1991. | 2002. |
| ----------------- | ----- | ----- | ----- | ----- | ----- | ----- | ----- |
| Број домаћинстава | 170   | 168   | 161   | 151   | 143   | 116   | 108   |

| Број чланова      | 1  | 2  | 3  | 4 | 5 | 6 | 7 | 8 | 9 | 10 и више | Просек |
| ----------------- | -- | -- | -- | - | - | - | - | - | - | --------- | ------ |
| Број домаћинстава | 32 | 42 | 15 | 7 | 9 | 3 | 0 | 0 | 0 | 0         | 2,33   |

| Пол    | Укупно | Неожењен/Неудата | Ожењен/Удата | Удовац/Удовица | Разведен/Разведена | Непознато |
| ------ | ------ | ---------------- | ------------ | -------------- | ------------------ | --------- |
| Мушки  | 111    | 20               | 76           | 13             | 2                  | 0         |
| Женски | 130    | 10               | 72           | 46             | 2                  | 0         |
| УКУПНО | 241    | 30               | 148          | 59             | 4                  | 0         |

| Пол    | Укупно                    | Пољопривреда, лов и шумарство | Рибарство                            | Вађење руде и камена | Прерађивачка индустрија       |
| ------ | ------------------------- | ----------------------------- | ------------------------------------ | -------------------- | ----------------------------- |
| Мушки  | 37                        | 16                            | 0                                    | 0                    | 12                            |
| Женски | 20                        | 12                            | 0                                    | 0                    | 7                             |
| УКУПНО | 57                        | 28                            | 0                                    | 0                    | 19                            |
| Пол    | Производња и снабдевање   | Грађевинарство                | Трговина                             | Хотели и ресторани   | Саобраћај, складиштење и везе |
| Мушки  | 0                         | 6                             | 1                                    | 0                    | 0                             |
| Женски | 0                         | 0                             | 0                                    | 0                    | 0                             |
| УКУПНО | 0                         | 6                             | 1                                    | 0                    | 0                             |
| Пол    | Финансијско посредовање   | Некретнине                    | Државна управа и одбрана             | Образовање           | Здравствени и социјални рад   |
| Мушки  | 0                         | 0                             | 1                                    | 0                    | 0                             |
| Женски | 0                         | 0                             | 0                                    | 0                    | 1                             |
| УКУПНО | 0                         | 0                             | 1                                    | 0                    | 1                             |
| Пол    | Остале услужне активности | Приватна домаћинства          | Екстериторијалне организације и тела | Непознато            | Непознато                     |
| Мушки  | 1                         | 0                             | 0                                    | 0                    | 0                             |
| Женски | 0                         | 0                             | 0                                    | 0                    | 0                             |
| УКУПНО | 1                         | 0                             | 0                                    | 0                    | 0                             |